# Eurylabus charlottae
Eurylabus charlottae là một loài tò vò trong họ Ichneumonidae.